# نادي بيروي ستارا زاغورا
نادي بيروي الاحترافي لكرة القدم (بالبلغارية: ПФК Берое Стара Загора)‏ هو نادي كرة قدم بلغاري مقره في ستارا زاغورا، وينافس حالياً في الدوري البلغاري الممتاز. تأسس النادي في عام 1916 تحت اسم فيرييا. ألوان النادي الرسمية هي الأخضر والأبيض.

## وصلات خارجية
- الموقع الرسمي